# Ceratophallus socotrensis
Ceratophallus socotrensis és una espècie de mol·lusc gastròpode d'aigua dolça de la família Planorbidae.

## Descripció
- Mesura 0,5 x 3,4 mm.[1]

## Hàbitat
És d'aigua dolça.

## Distribució geogràfica
És un endemisme de l'illa de Socotra (Iemen).